# Chiesa della Santissima Annunziata (Agerola)
La chiesa della Santissima Annunziata è una chiesa monumentale di Agerola, situata nella frazione di San Lazzaro: è sede parrocchiale.

## Storia e struttura
La data sulla costruzione è incerta: sicuramente fu costruita sullo stesso luogo dove in precedenza sorgeva un piccolo edificio sacro dedicato a San Lazzaro; nel 1605 ospitò la congregazione del Santissimo Sacramento, a cui si aggiunse circa un secolo dopo anche quella del Rosario e dei Morti. Nel 1812, a seguito della soppressione degli ordini religiosi, numerosi arredi sacri provenienti dal convento di Cospiti, furono trasferiti nella chiesa per volere dell'allora sindaco Tommaso Acampora.
La chiesa presenta una semplice facciata divisa in due da una trabeazione: la parte inferiore è caratterizzata dal portale d'ingresso centrale, sormontato da un timpano, ed un ingresso laterale posto sul lato sinistro, sormontato da un piccolo rosone: lo stesso elemento si ritrova anche sul lato destro e sul portale principale; la parte superiore invece termina a timpano, con una croce in ferro sulla sommità. L'interno è diviso in tre navate tramite piedritti che terminano ad arco a tutto sesto: le due navate laterali, più piccole rispetto a quella centrale, ospitavano un tempo cappelle gentilizie, spesso oggetto di disputa tra chiesa e comune, mentre oggi sul lato sinistro, in una teca, è conservata la statua di un Cristo deposto, mentre sul lato destro è una statua di San Gregorio ed una di San Francesco, proveniente dal convento dei Cospiti. Sull'altare maggiore si trova la tela raffigurante l'Annunciazione che dà il nome alla chiesa, mentre sul lato destro è una croce in marmo, risalente al XIV secolo. Esternamente, accanto alla facciata, si innalza il campanile con pianta quadrata e diviso in tre ordini: i primi due seguono il disegno della pianta andandosi man mano a restringere, il terzo è a forma poligonale ed il tutto termina con una cupola, sormontata da una lanterna; su un muro alla base del campanile si apre una piccola edicola che in passato ha ospitato diverse croci, tra cui quella oggi esposta sull'altare maggiore.